# 万治
万治（まんじ、旧字体：萬治）は、日本の元号の一つ。明暦の後、寛文の前。1658年から1661年までの期間を指す。この時代の天皇は後西天皇。江戸幕府征夷大将軍は徳川家綱。

## 改元
- 明暦4年7月23日（グレゴリオ暦1658年8月21日） 江戸の大火（明暦の大火）などの災異のため改元
- 万治4年4月25日（グレゴリオ暦1661年5月23日） 寛文に改元

朝廷は「貞正・安永・康徳」の3つの案を提示していたが、幕府はこれに不満を抱いて選外となっていた「万治」を強硬に推したために朝幕間で紛糾したが、幕命によって押し切られたとされる。

## 万治年間の出来事
- 元年 土佐藩にて、香川県仁尾町出身の丸亀弥三兵衛が高知城下の種崎町で髪付油を販売し、それまでサネカズラを用いていた整髪料が伽羅油にとって替わられる[2]。
- 3年1月 万治の大火
- 3年5月2日 土佐藩にて、藩史上初の米価調節令が野中兼山によって提示される[3]。

### 誕生
- 元年 柳沢吉保（側用人、大老格、甲斐甲府藩主）、室鳩巣（儒学者）、尾形光琳（画家）

### 死去
- 元年 真田信之（享年93）、伊達忠宗（享年60）、伊達秀宗（享年68）
- 2年 井伊直孝（近江彦根藩主、享年70）

## 西暦との対照表
※は小の月を示す。
| 万治元年（戊戌） | 一月※     | 二月  | 三月  | 四月※ | 五月 | 六月※ | 七月 | 八月※ | 九月    | 十月※ | 十一月※ | 十二月    | 閏十二月  |
| ---------------- | --------- | ----- | ----- | ----- | ---- | ----- | ---- | ----- | ------- | ----- | ------- | --------- | --------- |
| グレゴリオ暦     | 1658/2/3  | 3/4   | 4/3   | 5/3   | 6/1  | 7/1   | 7/30 | 8/29  | 9/27    | 10/27 | 11/25   | 12/24     | 1659/1/23 |
| ユリウス暦       | 1658/1/24 | 2/22  | 3/24  | 4/23  | 5/22 | 6/21  | 7/20 | 8/19  | 9/17    | 10/17 | 11/15   | 12/14     | 1659/1/13 |
| 万治二年（己亥） | 一月※     | 二月  | 三月※ | 四月  | 五月 | 六月※ | 七月 | 八月※ | 九月    | 十月※ | 十一月  | 十二月※   |           |
| グレゴリオ暦     | 1659/2/22 | 3/23  | 4/22  | 5/21  | 6/20 | 7/20  | 8/18 | 9/17  | 10/16   | 11/15 | 12/14   | 1660/1/13 |           |
| ユリウス暦       | 1659/2/12 | 3/13  | 4/12  | 5/11  | 6/10 | 7/10  | 8/8  | 9/7   | 10/6    | 11/5  | 12/4    | 1660/1/3  |           |
| 万治三年（庚子） | 一月      | 二月※ | 三月※ | 四月  | 五月 | 六月※ | 七月 | 八月  | 九月※   | 十月  | 十一月※ | 十二月    |           |
| グレゴリオ暦     | 1660/2/11 | 3/12  | 4/10  | 5/9   | 6/8  | 7/8   | 8/6  | 9/5   | 10/5    | 11/3  | 12/3    | 1661/1/1  |           |
| ユリウス暦       | 1660/2/1  | 3/2   | 3/31  | 4/29  | 5/29 | 6/28  | 7/27 | 8/26  | 9/25    | 10/24 | 11/23   | 12/22     |           |
| 万治四年（辛丑） | 一月※     | 二月  | 三月※ | 四月※ | 五月 | 六月※ | 七月 | 八月  | 閏八月※ | 九月  | 十月    | 十一月※   | 十二月    |
| グレゴリオ暦     | 1661/1/31 | 3/1   | 3/31  | 4/29  | 5/28 | 6/27  | 7/26 | 8/25  | 9/24    | 10/23 | 11/22   | 12/22     | 1662/1/20 |
| ユリウス暦       | 1661/1/21 | 2/19  | 3/21  | 4/19  | 5/18 | 6/17  | 7/16 | 8/15  | 9/14    | 10/13 | 11/12   | 12/12     | 1662/1/10 |